# كريستين بارنز
كريستين بارنز هي مجدفة كندية، ولدت في 26 مارس 1968 في لندن في المملكة المتحدة.

## وصلات خارجية
- كريستين بارنز على موقع الاتحاد الدولي للتجديف (الإنجليزية)
- كريستين بارنز على موقع اللجنة الأولمبية الدولية (الإنجليزية)
- كريستين بارنز على موقع أوليمبيديا (الإنجليزية)
- كريستين بارنز على موقع قاعة كندا للمشاهير الرياضية (الإنجليزية)